# Битва при Сиботских островах
Битва при Сиботских островах (битва при Левкимме) — морское сражение между Коринфом и Керкирой, происшедшее в 433 году до н. э. во время эпидамнского конфликта.

## События, предшествовавшие битве
В богатом и густонаселённом городе Эпидамне (в римский период — Диррахий, ныне — Дуррес), являвшимся совместной колонией Керкиры и Коринфа, в 436 году до н. э. произошло столкновение демократов и олигархов. Олигархи, теснимые противником, призвали на помощь соседние иллирийские племена. В ответ демократы, не получив помощи от олигархической Керкиры, направили посольство в Дельфы с вопросом, не следует ли им передать свой город Коринфу, который активно предъявлял свои права на Эпидамн.
Дельфы поддержали решение эпидамнских демократов. Несогласные с этим керкиряне направили посольство в Коринф с требованием рассмотрения вопроса принадлежности Эпидамна третейским судом. Коринф начал подготовку к войне и не дал определённого ответа. Вскоре между Коринфом и Керкирой начались боевые действия, а в морском сражении коринфский флот потерпел поражение. Вскоре пал осаждённый керкирянами Эпидамн. Не смирившись с поражением, коринфяне начали столь масштабные военные приготовления (среди всего прочего вербуя моряков даже в полисах Афинского морского союза), что керкиряне в страхе отправили посольство в Афины, прося принять их в Афинский морской союз и признать их право на Эпидамн.
В 433 году до н. э. в Афины прибыли керкирские послы. Они указали афинянам на то, что не смогут противостоять Коринфу, будут вынуждены ему подчиниться, и в этом случае Афинам будут противостоять две сильнейшие морские державы Греции — Коринфом и Керкирой.
Прибывшее одновременно с керкирскими послами коринфское посольство обвинило керкирян в наглости и корыстолюбии, неоказании Эпидамну своевременной помощи и протестовало против их включения в афинскую державу.
Афины, проводившие целенаправленную политику продвижения на запад в традиционную сферу интересов Коринфа, сочли момент весьма благоприятным для вмешательства. Напрямую поддержать керкирян они не могли, так как это вызвало бы военный конфликт с Коринфом и всем Пелопоннесским союзом; поддержать коринфян в благодарность за их нейтралитет в Самосской войне означало окончательно отдать весь запад Балканской Греции под влияние Коринфа и поставить крест на афинских амбициях получить общегреческую гегемонию.
В первый день обсуждения афиняне склонялись принять сторону коринфян, на второй — керкирян. В итоге афиняне приняли компромиссное решение. Керкиру не приняли в Афинский морской союз, но с ней был заключён оборонительный союз — эпимахия. К Керкире отправилась небольшая эскадра из 10 кораблей под командованием сразу трёх стратегов (Лакедемоний, Диотим, Протей) с чёткой инструкцией не вступать в битву с коринфянами, если те не атакуют первыми и не высадят десант. Вскоре вслед за ней была отправлена вторая эскадра из двадцати кораблей также под командованием трёх стратегов.

## Ход сражения
Вторая афинская эскадра прибыла к Керкире в самый разгар сражения между коринфянами и керкирянами. Первая афинская эскадра тоже приняла участие в битве, но без особого успеха. По афинским меркам, противники сражались неумело — не было ни маневрирования кораблями, ни прорыва вражеского строя. Обе стороны разместили на своих кораблях максимальное количество пехотинцев, сведя битву к абордажному бою. Керкиряне опрокинули левый фланг коринфского флота, а также ограбили и сожгли лагерь коринфян, но потерпели полное поражение на правом фланге и в беспорядке отступили. Керкиряне потеряли семьдесят кораблей, коринфяне — тридцать.
Вмешательство второй афинской эскадры не дало битве продолжиться. Афиняне по политическим мотивам не стали провоцировать коринфян, но коринфяне и керкиряне понесли большие потери и были в сложной ситуации — афинско-керкирский флот был слабее, но коринфский флот не имел базы для ремонта и долгой войны.
Итогом стало то, что обе стороны установили памятники (трофеон) в честь своей победы, а коринфяне отплыли домой, не достигнув поставленных целей.

## Последствия битвы
Битва не стала решающей. Ни коринфяне, ни керкиряне не могли считать себя победителями. Выгоду получили только афиняне: они не допустили поражения Керкиры, поддержали баланс сил на Западе и приобрели нового союзника. Ценой стала ненависть Коринфа, который, оскорблённый поведением Афин во время эпидамнского кризиса, вмешался в конфликт Афин и Потидеи, подстрекая последнюю к выходу из Афинского Морского союза.
Эпидамнские события явились одной из причин развязывания Пелопоннесской войны.